# Vladîpil, Sambir
Vladîpil (în ucraineană Владипіль) este un sat în comuna Sadkovîci din raionul Sambir, regiunea Liov, Ucraina.

## Demografie
Componența lingvistică a localității Vladîpil
     Ucraineană (100%)
Conform recensământului din 2001, toată populația localității Vladîpil era vorbitoare de ucraineană (100%).